# Elizabeth Norment
Elizabeth Larrabee Norment (Washington, 31 dicembre 1952 – New York, 13 ottobre 2014) è stata un'attrice statunitense.

## Biografia
Laureata a Yale, apparve in numerosi film e serie televisive. Raggiunse popolarità negli ultimi anni, nella serie Netflix House of Cards - Gli intrighi del potere, nel ruolo di Nancy Kaufberger.
Malata di cancro, morì il 13 ottobre 2014 all'età di 61 anni presso il Memorial Sloan Kettering Cancer Center di New York.

## Filmografia parziale

### Cinema
- La signora in rosso (The Woman in Red), regia di Gene Wilder (1984)
- Runaway, regia di Michael Crichton (1984)
- Murder in Mind, regia di Andrew Morahan (1997)

### Televisione
- Ai confini della realtà (The Twilight Zone) – serie TV, episodio 1x14 (1985)
- Avvocati a Los Angeles (L.A. Law) – serie TV (1987)
- E.R. - Medici in prima linea (ER) – serie TV (1995)
- Law & Order – serie TV (2002-2008)
- Law & Order - Unità vittime speciali (Law & Order: Special Victims Unit) – serie TV (2006)
- House of Cards - Gli intrighi del potere (House of Cards) – serie TV (2013-2014)